# بوبي هوسيا
بوبي هوسيا (بالإنجليزية: Bobby Hosea)‏ هو ممثل أمريكي، ولد في 5 ديسمبر 1955.

## أعمال

### أفلام
- (1996) يوم الاستقلال[5][6]

## وصلات خارجية
- بوبي هوسيا على موقع IMDb (الإنجليزية)
- بوبي هوسيا على موقع قاعدة بيانات الفيلم (الإنجليزية)